# Cristina Fontes Lima
Maria Cristina Fontes Lima (née en 1958), est une femme politique cap-verdienne. Ministre de la Présidence du Conseil des ministres, de la Réforme de l’État et de la Défense depuis le 8 mars 2006.
Elle fut ministre de la Justice du 31 janvier 2001 au 8 mars 2006.

## Biographie
Christina Fontes Lima naît en 1958 à Praia, la capitale du Cap-Vert, située sur l'île de Santiago. En 1981, elle obtient un diplôme de droit de la Faculdade de Direito da Universidade Clássica de Lisbonne. En 1996, elle obtient une maîtrise en administration publique de la Université du Sud de l'Illinois à Carbondale.
Elle devient membre du Parti africain pour l'indépendance du Cap-Vert. Elle est nommée ministre par le Premier ministre José Maria Neves le 13 janvier 2001, en tant que ministre de la Justice. Elle occupe ce poste jusqu'au 8 mars 2006, date à laquelle elle est nommée ministre de la Présidence du Conseil des ministres, ministre de la Réforme de l'État et ministre de la Défense.
En 2011, Fontes Lima est nommée ministre de la Santé et vice-Premier ministre. En tant que ministre de la Santé, elle est confrontée à l'épidémie d'Ebola dans les pays proches et à l'épidémie de Zika qui touche plus de 7000 personnes au Cap-Vert,,,.
En décembre 2014, lorsque Neves décide de ne pas se présenter pour un quatrième mandat, Fontes Lima est candidate à la direction du parti. Elle arrive troisième avec 8,5 % des voix, derrière Janira Hopffer Almada (51,2 %) et le leader parlementaire Felisberto Alves Vieira (40,3 %) . Elle quitte l'exécutif après la défaite du parti aux élections de 2016.
En septembre 2016, elle est candidate au conseil municipal de Praia, mais elle est battue par le candidat du Mouvement pour la démocratie, Oscar Santos, qui avait remplacé Ulisses Correia e Silva lorsque celui-ci est parti se présenter à la direction du pays,.